# Clásica de San Sebastián 2013
La 33º edición de la Clásica de San Sebastián se disputó el sábado 27 de julio de 2013, por un circuito por la provincia de Guipúzcoa con inicio y final en San Sebastián, sobre un trazado de 232 kilómetros, repitiendo el recorrido establecido desde la edición del 2010.
La prueba perteneció al UCI WorldTour 2013.
Tomaron parte en la carrera 20 equipos: los 19 de categoría UCI ProTeam (al ser obligada su participación); más el único español de categoría Profesional Continental mediante invitación de la organización (Caja Rural-Seguros RGA). Formando así un pelotón de 156 ciclistas aunque finalmente fueron 155 tras la baja de última hora de Juan Manuel Gárate (Belkin) por el fallecimiento de su padre, de 8 corredores cada equipo (excepto el RadioShack Leopard, Garmin Sharp, Sky y el mencionado Belkin que salieron con 7), de los que acabaron 102.
El ganador final fue Tony Gallopin (quien además se hizo con el premio de la combatividad) tras escaparse en el último paso por Arkale de un grupo de una docena de corredores que poco a poco se fue disgregando hasta formar un quinteto perseguidor. Le acompañaron en el podio Alejandro Valverde y Roman Kreuziger, respectivamente, que encabezaron dicho grupo perseguidor.
En las otras clasificaciones o premios secundarios se impusieron Luca Wackerman (montaña), Matthias Krizek (metas volantes y escapada más larga), Radioshack Leopard (equipos) y Mikel Nieve (vasco-navarros).

## Clasificación final
| Posición | Ciclista           | Equipo                  | Tiempo         |
| -------- | ------------------ | ----------------------- | -------------- |
| 1.       | Tony Gallopin      | RadioShack Leopard      | 5 h 39 min 2 s |
| 2.       | Alejandro Valverde | Movistar                | a 28 s         |
| 3.       | Roman Kreuziger    | Saxo-Tinkoff            | m.t.           |
| 4.       | Mikel Nieve        | Euskaltel Euskadi       | m.t.           |
| 5.       | Nicolas Roche      | Saxo-Tinkoff            | a 29 s         |
| 6.       | Mikel Landa        | Euskaltel Euskadi       | a 36 s         |
| 7.       | Moreno Moser       | Cannondale              | a 51 s         |
| 8.       | Pieter Serry       | Omega Pharma-Quick Step | m.t.           |
| 9.       | Bauke Mollema      | Belkin                  | m.t.           |
| 10.      | Arnold Jeannesson  | FDJ.fr                  | m.t.           |